# 庚酸戊酯
庚酸戊酯（英語：amyl heptanoate）是一种有机酯类化合物，化学式C12H24O2，天然存在于兴安独活等物种，是一种可食用香精。

## 性质与用途
庚酸戊酯为无色油状液体，具有强烈类似未成熟香蕉似醚样果香气味和酸甜味道，熔点为-50°C，沸点245.5°C。不溶于水，能溶于乙醇、乙醚、丙酮、苯等绝大多数有机溶剂。工业上主要用作化妆品香精和食品香精使用，用于调配苹果、香蕉等果香型香精，可添加至软饮料、冷冻食品、布丁、糖果和烘烤食品。

## 制备
庚酸戊酯可经正戊醇和庚酸进行酯化反应得到。采用的催化剂为酸催化剂，包括浓硫酸等无机酸、或在苯溶液中利用对甲苯磺酸作为催化剂下反应而制得。